# Kaptajn Smoker
Kaptajn Smoker er en fiktiv marineofficer i mangaen og animeen One Piece.
Smoker bliver som oftest afbildet rygende på to cigarer på én gang, og der er fastgjort adskillige cigarer til hans jakke. Han bærer også en stor stav med en havsten på spidsen (et mineral, der påvirker folk med djævlekræfter på samme måde som havet), som han bruger mod forbrydere med djævlekræfter.

## Personlighed
Smoke er en hård marinsoldat, som blev introduceret i Loguetown-sagaen, hvor han jagter Luffy. I modsætning til de fleste marineofficerer i One Piece følger Smoker ikke princippet om absolut retfærdighed, men i stedet sin egen gren af retfærdighed. Dette syn på retfærdighed lader ham skåne Stråhattene i Alabasta-sagaen, men dog advarer han Luffy om, at han som en marinesoldat vil fange Luffy næste gang, han ser ham. Smoker bryder sig heller ikke om at skulle tage æren for Stråhattenes sejr over Baroque firmaet.
Trods hans hårde ydre virker Smoker som en venlig mand. Et eksempel er, at da en lille pige ved et uheld spildte is på hans bukser, blev han ikke vred. Rent faktisk gav han hende penge til at købe mere is og tog skylden for, at hun spildte isen. Et andet eksempel er hans venlighed overfor Tashgi og det, at han lod Luffy slippe fri, efter Stråhattene havde reddet ham.

## Historie
Der vides meget lidt om Smokers fortid, men vi ved, at han meldte sig til marinen på samme tidspunkt som Hina. Han var en bølle, mens hun var en mønsterelev og derfor hjalp hun ham mange gange, hvor han var ved at blive smidt ud. 
Smoker jagtede Luffy og co. over den første strækning af Grand Line, efter Luffy var flygtet fra ham i Loguetown. Da han først prøvede at fange Luffy, blev det til en lille kamp, men Smoker havde klart fordelen. Den eneste grund til, at Stråhattene kunne slippe væk, var at den mystiske revolutionær Dragon viste sig og tilsyneladende kontrollerede vinden for at redde Luffy. Derefter forviste Smoker sin pligt i Loguetown og satte efter Luffy på Grand Line. Da han så Luffy grine af sin egen død, hvorefter han overlevede, vidste Smoker straks, at det var noget specielt ved ham.
Smoke fulgte efter Luffy helt til Alabasta, hvor han for anden gang mødte en pirat, som kunne undslippe ham; Portgas D. Ace, Luffys storebror. Han mødte Ace på en lille restaurant i Alubarna. Ace har spist ild-frugten, en logia-frugt, som fuldt ud kunne hamle op med Smokers evner. Smoker ser ud til at bære nag til både Ace og Luffy, efter de undslap ham.
I slutningen af Alabasta-sagaen, efter Baroque-firmaets nederlag, erklærede marinen Smoker som Sir Crocodiles banemand. Dette blev gjort for at skjule for det faktum, at Crocodile var blevet besejret af en pirat. Smoker afviste dog vredt og uhøfligt tilbuddet om medaljer og forfremmelser til ham og Tashgi. Han indrømmede også åbent, at Baroque-firmaet blev besejret af Stråhattene, men marinen ville ikke lytte til ham.

## Evner
Smoker har spist en djævlefrugt af Logia-typen, Smoke-frugten. Frugten tillader ham at kontrollere røg, udskille røg eller forvandle dele af eller hele sin krop til røg. Han kan også manipulere røgen, så den enten bliver blød eller hård, så han kan blænde andre med den eller fange andre i den. Indtil videre har vi ikke set hans Logias svaghed, men det vides, at man kan bringe sig selv på samme niveau som ham ved at slås med ild. Hans svaghed er dog muligvis vind, da han i Loguetown ikke turde bruge sine kræfter i frygt for at blæse væk.
Hans tykke tøj tillader ham at bære rundt på sin havstensstav uden at den kommer i kontakt med ham. Han deler en svaghed med alle andre folk med djævlekræfter; han kan ikke svømme. Han kunne have været død nu, da et bur, han befandt sig i i Alabasta-sagaen, blev oversvømmet, men Luffy bad Zorro om at redde ham.